# Dark Basic
DarkBASIC (eng. dark - dark și BASIC) — Un limbaj de programare special creat de The Game Creators special pentru crearea de jocuri tridimensionale și bidimensionale. Structura lingvistică este împrumutată de la BASIC, iar limba este similară cu AMOS, folosită pe Amiga.
Aproape toți operatorii au trecut de la BASIC la DarkBASIC și s-au adăugat comenzi specifice legate de motorul de joc dezvoltat în The Game Creators pentru a crea jocuri utilizând DirectX.

## Elemente de limbă
- Imagine
  - Utilizarea automată a tamponului dublu
  - Abilitatea de a deschide programul pe ecran complet
  - Animație
- Intrare-ieșire
  - Intrare de la mouse, tastatură, joystick-uri și alte controale de joc
  - Feedback-ul (force feedback)
  - Apeluri de sistem
  - Lucrează cu fișiere
- Sunet
- 2D
  - Programe de desenare 2D
  - Blocare rapidă 2D
  - Transluciditatea
  - Sprite, inclusiv animate
  - Detectarea coliziunii Pixel
- 3D
  - Primitive 3D încorporate
  - Animație model
  - Iluminat
  - Texturare

## DarkBASIC Professional
DarkBASIC Professional este dezvoltat ca înlocuitor pentru DarkBASIC. Versiunea actuală este 7.5, lansată pe 28 iunie 2010.
Spre deosebire de DarkBASIC, versiunea "profesională" generează codul mașinii. Folosit inițial în DirectX 8.1, dar ulterior a fost actualizat pentru a fi utilizat în DirectX 9.0c. Limba este, în esență, aceeași ca DarkBASIC, cu unele adăugiri. În special, este posibil să se combine tipuri simple în structuri.
În noiembrie 2009, The Game Creators la 10 ani de existență, au lansat versiuni electronice gratuite ale programului DarkBASIC Professional.
DarkBasic Professional este în prezent software open source.
Un exemplu de program «Hello, World!», scris în DarkBASIC:
```
PRINT
 
"Hello, World!"

WAIT
 
KEY

```

Programul poate fi dezvoltat astfel:
```
SET
 
TEXT
 
SIZE
 
40

INK
 
RGB
 
(
0
,
0
,
0
),
 
RGB
 
(
0
,
0
,
255
)

PRINT
 
"Hello,"

WAIT
 
5000

SET
 
TEXT
 
SIZE
 
20

INK
 
RGB
 
(
0
,
0
,
0
),
 
RGB
 
(
255
,
0
,
0
)

CLS

PRINT
 
"World!"

WAIT
 
KEY

```

Mai jos este un exemplu de program care funcționează cu cuburi:
```
Sync
 
On

Sync
 
Rate
 
60

Make
 
Object
 
Cube
 
1
,
 
25

Color
 
Object
 
1
,
 
RGB
(
128
,
 
64
,
 
78
)

Position
 
Camera
 
30
,
 
30
,
 
30

Point
 
Camera
 
0
,
 
0
,
 
0

Make
 
Light
 
1

Position
 
Light
 
1
,
 
0
,
 
30
,
 
0

Do

 
If
 
Downkey
()
=
1
 
then
 
Pitch
 
Object
 
Down
 
1
,
1

 
If
 
Upkey
()
=
1
 
then
 
Pitch
 
Object
 
Up
 
1
,
1

 
If
 
Leftkey
()
=
1
 
then
 
Turn
 
Object
 
Left
 
1
,
1

 
If
 
Rightkey
()
=
1
 
then
 
Turn
 
Object
 
Right
 
1
,
1

 
Sync

Loop

```